# Чмых, Николай Иванович
Николай Иванович Чмых (род. 7 июня 1947; Павлодар, Казахская ССР, СССР) — казахстанский государственный деятель. Аким города Павлодар (1998—2003).

## Биография
Родился 7 июня 1947 года в Павлодаре.
С 1966 по 1971 годы окончил инженерно-строительный факультет Павлодарского индустриального института.
Трудовую деятельность начал с 1965 года в качестве учителя физики и математики, затем прорабом, старшим прорабом, главным инженером СУ-8, начальником СУ-1 треста «Павлодарпромстрой». С 1986 по 1987 годы — главным инженером, а с 1987 по 1992 годы — управляющим трестом «Павлодарпромстрой».
С 1992 по 1997 годы — генеральный директор АО «Павлодарпромстрой».
С апрель 1998 года по 7 марта 2003 года — аким города Павлодар.
Избирался депутатом районного и городского Совета народных депутатов.

## Награды
- Награждён орденом «Курмет»
- Орден святого благоверного князя Даниила Московского ІІ степени
- Медаль «За заслуги перед областью»
- Медаль «10 лет независимости Республики Казахстан» (2001)
- Почётный гражданин города Павлодара.